# لو سامين 2022
لو سامين 2022 (بالفرنسية: Le Samyn 2022)‏ هو سباق دراجات هوائية، وهو الموسم رقم 54 من لو سامين، وأقيم في 1 مارس 2022، وامتدّ لمسافة 209 كيلومتر ضمن سباقات طواف أوروبا للدراجات 2022، وشارك فيه 164 متسابقاً ووصل إلى نهايته 116 متسابقاً.
فاز بالمركز الأول ماتيو ترينتين، وبالمركز الثاني هوغو هوفستيتر، وبالمركز الثالث يجف دي بوندت.

## الفرق
| فرق عالمية (11)- AG2R Citroën Team - Bora-Hansgrohe - Cofidis - Intermarché-Wanty-Gobert Matériaux - Israel-Premier Tech - Jumbo-Visma - Lotto-Soudal - Quick-Step Alpha Vinyl - Team DSM - Trek-Segafredo - UAE Team Emirates فرق برو (8)- Alpecin-Fenix - بي آند بي هوتيلز 2022 ‏ - بنجوال باوليز ساوكس دبليو بي 2022 ‏ - Human Powered Health - سبورت فلاندرين بالويس 2022 ‏ - Arkéa-Samsic - TotalEnergies - أونو اكس برو سايكلنج تيم 2022 ‏ فرق قارية (6)- بيت سايكلنج 2022 ‏ - Groupama–FDJ Continental Team ‏ - Van Rysel–Roubaix ‏ - Leopard TOGT Pro Cycling ‏ - Minerva Cycling Team ‏ - سوبرانو هام ايزوريكس 2022 ‏ |  |
| |  |

## التصنيف العام النهائي
| التصنيف العام         | التصنيف العام       | التصنيف العام | التصنيف العام                 | التصنيف العام |
| العداء                | العداء              | البلد         | الفريق                        | الوقت         |
| --------------------- | ------------------- | ------------- | ----------------------------- | ------------- |
| 1                     | ماتيو ترينتين       | إيطاليا       | فريق الإمارات                 | 4 س 49 د 29 ث |
| 2                     | هوغو هوفستيتر       | فرنسا         | فورتنيو سامسيك                | + 0 ث         |
| 3                     | يجف دي بوندت        | بلجيكا        | البيسين فينيكس                | + 0 ث         |
| 4                     | Stan Dewulf ‏        | بلجيكا        | AG2R Citroën Team             | + 0 ث         |
| 5                     | لويك فليجن          | بلجيكا        | انترمارشي وانتي جوبيرت ماتيرو | + 0 ث         |
| 6                     | فكتور كامبنارتس     | بلجيكا        | لوتو سودال                    | + 0 ث         |
| 7                     | دريس فان جيستل      | بلجيكا        | ديركت إينرجي                  | + 0 ث         |
| 8                     | Bert Van Lerberghe ‏ | بلجيكا        | Quick-Step Alpha Vinyl        | + 0 ث         |
| 9                     | راسموس تيلر         | النرويج       | أونو-إكس موبيليتي ‏            | + 4 ث         |
| 10                    | ارنو دي لاي         | بلجيكا        | لوتو سودال                    | + 4 ث         |
| مصدر: ProCyclingStats |                     |               |                               |               |

## وصلات خارجية
- الموقع الرسمي
- لمحة عن سباق لو سامين 2022 على موقع  ProCyclingStats   (برو  سايكلنج  ستاتس) - إحصاءات  محترفي  الدراجات.
- لو سامين 2022 على موقع إحصائيات الدراجات الإحترافية (الإنجليزية)